# Rednex
Rednex este o formație suedeză de muzică techno/folk/bluegrass. Trupa a devenit cunoscută pe plan internațional datorită versiunii cover a cântecului "Cotton Eye Joe" înregistrate de ei în anul 1994.

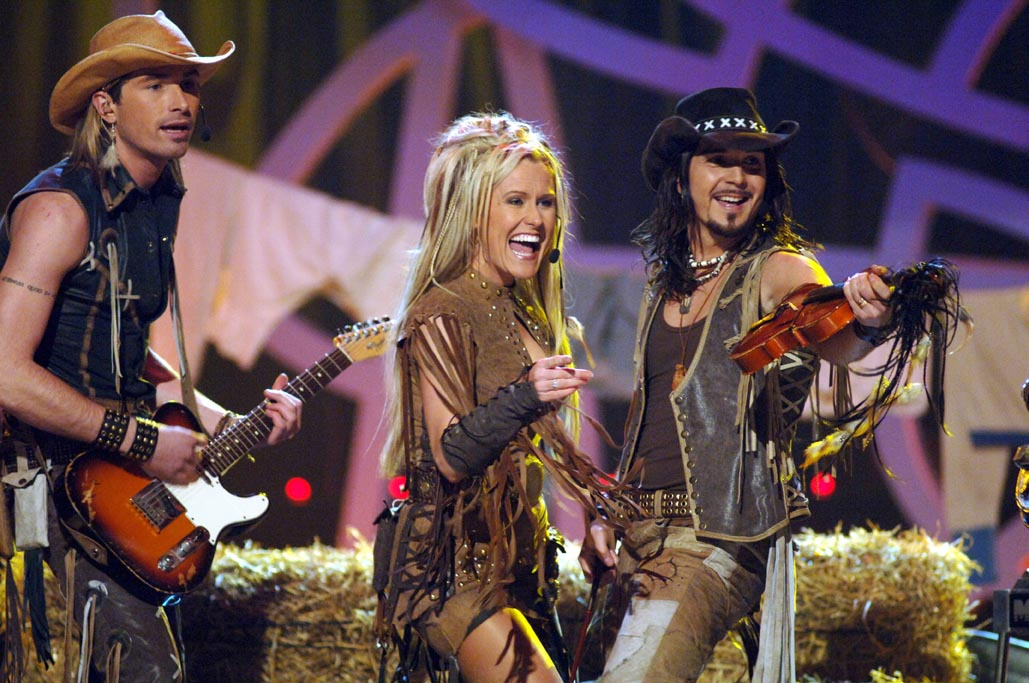
Rednex evoluând live

## Discografie

### Albume de studio
| Sex & Violins                           | - Data lansării: 27 February 1995 - Label: Battery/Zomba Records - Formate: CD, cassette | 2  | 37 | 14 | 27 | 2 | 21 | 3  | 1  | 146 | 68 | - AUT: Platină - CAN: Platină - FIN: Platină |
| Farm Out                                | - Data lansării: 21 November 2000 - Label: Jive Records - Formate: CD, cassette          | 34 | —  | —  | —  | — | —  | 60 | 16 | —   | —  |                                              |
| "—" denotes releases that did not chart |                                                                                          |    |    |    |    |   |    |    |    |     |    |                                              |

### Albume compilație
| Titlu                | Detalii                                                                               |
| -------------------- | ------------------------------------------------------------------------------------- |
| The Best of the West | - Data lansării: 10 February 2003 - Label: Jive Records - Formate: CD, music download |

### Single-uri
| An                                      | Single                     | Poziții de top | Poziții de top | Poziții de top | Poziții de top | Poziții de top | Poziții de top | Poziții de top | Poziții de top | Poziții de top | Poziții de top | Certificări | Album                |
| An                                      | Single                     | AUT            | FIN            | GER            | IRE            | NL             | NOR            | SWE            | SUI            | UK             | US             | Certificări | Album                |
| --------------------------------------- | -------------------------- | -------------- | -------------- | -------------- | -------------- | -------------- | -------------- | -------------- | -------------- | -------------- | -------------- | --- | -------------------- |
| 1994                                    | "Cotton Eye Joe"           | 1              | 1              | 1              | 2              | 1              | 1              | 1              | 1              | 1              | 25             | - AUT: Platină - GER: 2× Platină - NETH: Aur - NOR: 2× Platină - SUI: Platină - SWE: Platină - UK: Aur - US: Aur | Sex & Violins        |
| 1994                                    | "Old Pop in an Oak"        | 1              | 1              | 2              | 11             | 11             | 1              | 1              | 2              | 12             | —              | - AUT: Platină - GER: Platină - NOR: Platină - SUI: Aur                                                          | Sex & Violins        |
| 1995                                    | "Wish You Were Here"       | 1              | —              | 1              | —              | 26             | 1              | 3              | 1              | —              | —              | - AUT: Aur - GER: Platină - SUI: Aur                                                                             | Sex & Violins        |
| 1995                                    | "Wild 'N Free"             | 12             | 11             | 18             | —              | —              | —              | 37             | 24             | 55             | —              | | Sex & Violins        |
| 1995                                    | "Rolling Home"             | 18             | —              | 42             | —              | —              | —              | 32             | —              | 90             | —              | | Sex & Violins        |
| 1997                                    | "Riding Alone"             | —              | —              | —              | —              | —              | —              | —              | —              | —              | —              | | Sex & Violins        |
| 1999                                    | "The Way I Mate"           | 22             | —              | 34             | —              | 58             | —              | 22             | 37             | —              | —              | | Farm Out             |
| 2000                                    | "The Spirit of the Hawk"   | 1              | —              | 1              | —              | 78             | —              | 10             | 3              | —              | —              | - AUT: Platină - GER: 3× Aur - SUI: Aur                                                                          | Farm Out             |
| 2000                                    | "Hold Me for a While"      | 16             | —              | 25             | —              | —              | —              | —              | 19             | —              | —              | | Farm Out             |
| 2001                                    | "The Chase"                | 44             | —              | 65             | —              | —              | —              | —              | 54             | —              | —              | | The Best of the West |
| 2002                                    | "Cotton Eye Joe" (remix)   | 32             | —              | 83             | —              | —              | —              | —              | —              | —              | —              | | The Best of the West |
| 2006                                    | "Mama Take Me Home"        | —              | —              | —              | —              | —              | 3              | —              | —              | —              |                | | Non-album songs      |
| 2006                                    | "Fe Fi (The Old Man Died)" | —              | —              | —              | —              | —              | —              | 4              | —              | —              | —              | | Non-album songs      |
| 2007                                    | "Anyway You Want Me"       | —              | —              | —              | —              | —              | —              | 8              | —              | —              | —              | | Non-album songs      |
| 2007                                    | "Looking for a Star"       | —              | —              | —              | —              | —              | —              | 4              | —              | —              | —              | | Non-album songs      |
| 2008                                    | "Railroad, Railroad"       | —              | —              | —              | —              | —              | —              | —              | —              | —              | —              | | Non-album songs      |
| 2008                                    | "Football Is Our Religion" | —              | —              | 59             | —              | —              | —              | 1              | —              | —              | —              | | Non-album songs      |
| 2010                                    | "Devil's on the Loose"     | —              | —              | —              | —              | —              | —              | —              | —              | —              | —              | | Non-album songs      |
| 2012                                    | "Racing"                   | —              | —              | —              | —              | —              | —              | —              | —              | —              | —              | | Non-album songs      |
| 2012                                    | "The End"                  | —              | —              | —              | —              | —              | —              | —              | —              | —              | —              | | Non-album songs      |
| "—" denotes releases that did not chart |                            |                |                |                |                |                |                |                |                |                |                | |                      |